# Zwarte dikkopschildpad
De zwarte dikkopschildpad (Siebenrockiella crassicollis) is een schildpad uit de familie Geoemydidae. De wetenschappelijke naam van de soort is voor het eerst geldig gepubliceerd in 1831 door John Edward Gray als Emys crassicollis. De soort wordt tegenwoordig in het geslacht Siebenrockiella ingedeeld.

## Uiterlijke kenmerken
De schildpad doet zijn naam eer aan en is meestal helemaal zwart. Zowel boven- als onderzijde en ook de huid van kop, poten en staart is pikzwart. Alleen vrouwtjes hebben soms een lichtere rand op de hoornplaten van het buikschild en beide seksen hebben een witgele rand op het buikschild, waardoor de onderzijde een gele ring heeft, die bij het vrouwtje beter is ontwikkeld. Ook hebben de dieren vaak witte vlekjes op de kop, die bij mannetjes langzaam vervagen. De maximale schildlengte is ongeveer 20 centimeter.

## Verspreiding en habitat
De zwarte dikkopschildpad komt voor in Cambodja, Indonesië (op Sumatra, Java en Borneo), Myanmar, Maleisië, Singapore, Thailand en zuidelijk Vietnam. In veel streken waar de soort voorkomt, is het een algemene soort, wat waarschijnlijk te danken is aan de teruggetrokken levenswijze. De habitat bestaat uit langzaam stromende, ondiepe wateren, er is een voorkeur voor veel vegetatie en een zachte ondergrond. Veel andere eisen stelt de soort niet en hij vindt in veel wateren een geschikte habitat. Deze schildpadden worden in sommige Boeddhistische tempels gehouden, onder meer in de Kek Lok Si tempel in Air Itam in de Maleisische deelstaat Penang.

## Levenswijze
Het is een opmerkelijke soort waarover nog niet veel bekend is. De schildpad zont niet vaak en is waarschijnlijk deels nachtactief. Hij brengt een groot deel van het leven half ingegraven in de modder door. Het voedsel bestaat uit wormen, (naakt)slakken, amfibieën, zoetwatergarnalen en aas, zelfs rottend aas wordt gegeten. Er is ook beschreven dat rottende planten en andere plantendelen als fruit worden gegeten.